# Astragalus adzharicus
Astragalus adzharicus es una  especie de planta herbácea perteneciente a la familia de las leguminosas. Es originaria del Suroeste de Asia
Es una planta herbácea perennifolia originaria del Asia donde se distribuye por Ayaria.

## Taxonomía
Astragalus adzharicus fue descrita por  Mijaíl Popov y publicado en Zametki po Sistematike i Geografii Rastenii. Fasc. 10, 17. 1941.
Etimología
Astragalus: nombre genérico derivado del griego clásico άστράγαλος y luego del Latín astrăgălus aplicado ya en la antigüedad, entre otras cosas, a algunas plantas de la familia Fabaceae, debido a la forma cúbica de sus semillas parecidas a un hueso del pie.
adzharicus: epíteto geográfico que alude a su localización en Adzharia.